# Bagaré (département)
Pour les articles homonymes, voir Bagaré (homonymie).
Pour le village chef-lieu, voir Bagaré (Burkina Faso).
Bagaré est un département et une commune rurale de la province du Passoré, situé dans la région du Nord au Burkina Faso.
En 2006, le département comptait 23 311 habitants.

## Villages
Le département et la commune rurale de Bagaré est administrativement composé de vingt-quatre villages, dont le village chef-lieu homonyme (données de population consolidées issues du recensement général de 2006) :
- Bagaré (2 438 habitants), chef-lieu
- Bassantinga (261 habitants)
- Bibiou (1 131 habitants)
- Bisma (1 341 habitants)
- Darigma (951 habitants)
- Gaon (428 habitants)
- Gobila (1 013 habitants)
- Gorpouly (1 514 habitants)
- Kalla (476 habitants)
- Kénéma (689 habitants)
- Kiendembaye (1 364 habitants)
- Kinkan (351 habitants)
- Korro (1 709 habitants)
- Nionniongo (435 habitants)
- Niouma (1 365 habitants)
- Ouindongtenga (747 habitants)
- Pangtenga (408 habitants)
- Rabouglitenga (799 habitants)
- Siguinonguin (659 habitants)
- Souri (686 habitants)
- Tagho (994 habitants)
- Tamesbaongo (657 habitants)
- Tanghin (568 habitants)
- Zougo (2 984 habitants)